# Adriana Lima
Adriana Lima (12. června 1981 Salvador, Brazílie) je brazilská topmodelka. Proslavila se zejména svou prací pro značku spodního prádla Victoria's Secret mezi roky 1999 a 2018. Je také známá jako tvář kosmetické značky Maybelline od roku 2003 a pro své reklamy na Super Bowlu.
Lima patří mezi nejlépe placené modelky na světě. Působila jako ambasadorka mnoha značek, včetně Desigual, Calzedonia a Max Mara. V současné době je ambasadorkou značek International Watch Company, Puma, Maybelline a Chopard.

## Život a kariéra

### 1981–1996: Mládí
Lima se narodila 12. června 1981 v Salvadoru v brazilském státě Bahia. Mnoho zdrojů uvádělo, že její celé jméno je Adriana Francesca Lima, ale sama Lima to v rozhovoru pro W Radio Colombia v roce 2010 popřela a potvrdila, že se jmenuje pouze Adriana Lima. Její rodiče otec Nelson Torres, pracoval jako tesař, a její matka Maria das Graças Lima, jako sociální pracovnice. Když Limě bylo šest měsíců, Torres opustil rodinu, a jí vychovávala jen její matka. Vyrůstala v Castelo Branco v Salvadoru. Před modelingem plánovala stát se pediatričkou.

### 1997–2000: Začátky kariéry
Lima nikdy neuvažovala o tom, že by se stala modelkou, ačkoliv na základní škole vyhrála mnoho soutěží krásy. Její kamarádka ze školy se ale chtěla zúčastnit modelingové soutěže a nechtěla se přihlásit sama, a tak se Lima přihlásila s ní. Krátce poté, v 15 letech, se přihlásila a skončila na prvním místě v další soutěži, tentokrát pořádané společností Ford Models. Následně se v roce 1996 přihlásila do soutěže Ford Models Supermodel of the World a skončila na druhém místě. O rok později se Lima přestěhovala do New Yorku a podepsala smlouvu s Elite Model Management.
Lima debutovala na mole na přehlídce Anny Sui v rámci New York Fashion Week v září 1997. Poprvé se objevila na oblálce časopisu brazilské edice Marie Claire v září 1998.

### 2000–2009: Průlom v kariéře
V září 2000 se poprvé objevila na obálce časopisu Vogue, v italské edici a následující měsíc se objevila na oblálce Vogue Brasil. 
V roce 1999, ve věku 17 let, se poprvé objevila na přehlídce Victoria's Secret a od roku 2000, kdy získala se značkou smlouvu, se objevila v mnoha dalších přehlídkách, přičemž je zahajovala v letech 2003, 2007, 2008 a 2010.
Lima v roce 2000 začala pracovat pro značku Guess a objevila se v jejich podzimní reklamní kampani téhož roku. Ve stejném roce natočila reklamní kampaň pro Swatch. V roce se také začala věnovat práci pro značku Maybelline, tato spolupráce trvala až do roku 2009. V roce 2004 byla jednou z pěti modelek propagujících Victoria's Secret v rámci turné nazvaného „Angels Across America“ po boku Tyry Banksové, Heidi Klumové, Gisele Bündchenové a Alessandry Ambrosiové.
Číslo časopisu GQ s Limou na obálce z dubna 2006 bylo nejprodávanějším číslem tohoto časopisu za daný rok.
V roce 2006 se Lima umístila na pátém místě v žebříčku nejlépe placených supermodelek. V letech 2007 až 2008 se umístila na čtvrtém místě v žebříčku nejlépe placených supermodelek světa časopisu Forbes. 
V roce 2008 se opět objevila na obálce časopisu GQ, tentokrát s rekordním počtem návštěv webových stránek časopisu. Objevila se také v kalendáři Pirelli pro rok 2005 a stala se tváří italského mobilního operátora Telecom Italia Mobile, což jí vyneslo přezdívku „italská Catherine Zeta-Jonesová“. V únoru 2008 byla vybrána jako tvář mexického řetězce obchodních domů El Puerto de Liverpool.
Lima se na přehlídkové molo vrátila v roce 2009, kdy se objevila na přehlídce značky Givenchy. Ve stejném roce, po návštěvě Turecka, podepsala smlouvu se značkou Doritos na účast v televizních reklamách, které se v Turecku začaly vysílat v dubnu téhož roku.

### Stoupající sláva
Stala se tváří reklamní kampaně Donny Karan z jara 2012. Kampaň se stala předmětem kontroverze ohledně rasistických podtextů kvůli fotografii, na které Lima pózuje před schoulenými místními Haiťany.
V roce 2013 se podruhé objevila v kalendáři Pirelli, kdy se stala první těhotnou ženou která do něj byla zařazena.
V červenci 2013 španělská módní značka Desigual oznámila, že Lima se stane tváří značky během Barcelona Fashion Week jaro-léto 2014. V dubnu 2014 byla Lima vybrána jako ambasadorka Desigual k 30. výročí značky.
V červnu 2014 se vrátila ke své roli modelky a mluvčí pro Maybelline.
V září 2014 se Lima objevila v kampani pro luxusní švýcarskou hodinářskou značku International Watch Company po boku Karolíny Kurkové.

## Osobní život
Do manželství Lima vstoupila v roce 2009 a to se srbským hráčem basketbalu Markem Jarićem. Spolu se jim narodily dvě dcery. Starší Valentina Lima Jaric se narodila 15. listopadu 2009 v Newyorské nemocnici a mladší Sienna Lima Jaric se narodila 12. září 2012. V květnu 2014 manželé oznámili, že se rozhodli rozvést.

## Filmografie
| Název                         | Rok vydání | Role      | Reference |
| ----------------------------- | ---------- | --------- | --------- |
| Pista Dupla                   | 1996       |           | [ 26 ]    |
| The Follow                    | 2001       | Manželka  | [ 27 ]    |
| Jak jsem poznal vaši matku    | 2007       | sama sebe | [ 28 ]    |
| Ošklivka Betty                | 2008       | sama sebe | [ 29 ]    |
| The Crazy Ones                | 2013       | sama sebe | [ 30 ]    |
| Debbie a její parťačky        | 2008       | sama sebe | [ 31 ]    |
| FIFA: A Love Letter To Rwanda | 2023       | sama sebe | [ 32 ]    |